# Akodon dolores
Espèce
Synonymes
- Akodon (Akodon) dolores Thomas, 1916[2]

Statut de conservation UICN

 LC  : Préoccupation mineure
Akodon dolores est une espèce de rongeurs de la famille des Cricetidae endémique d'Argentine.